# アカウントベースドセリング
アカウントベースドセリング (英: account-based selling、ABS)または、ハイパーセグメントセールス (hyper-segmented sales)は、ターゲットオーディエンスまたは特定の意思決定者の狭いセグメントに対して商品またはサービスの販売を実行する戦略的な販売モデルである。典型的なABSの概念では、販売会社はターゲットオーディエンスを形成し、それを狭いセグメントに分割してオフラインで販売活動を行う。 

## 歴史
アカウントベースドマーケティング（ABM）戦略のさらなる発展として、2010年代半ばに登場した、ハイパーセグメントセールスは、最新のマーケティング戦略の1つと見なされている。調査会社のガートナーによると、2020年以降、ABSがほとんどのテクノロジーベンダーの売上の基礎となり、この市場のボリュームは年間50億ドルを超えるといわれる。
ABSのコンセプトは、平均6.8人が購入の意思決定にかかわるB2B業界のために開発された。  ABSは、購買に関与するすべての主要人物を巻き込み、彼らに特化した内容のターゲットを絞ったプレゼンテーション資料を提供することで、販売量を増やす。

## アカウントベースドマーケティングとの違い
ブロードな産業マーケティングは、ターゲットオーディエンスの適切なセグメントを引き付けるには対象が広すぎる。 アカウントベースドマーケティング（ABM）戦略は、マーケティング部門によって管理されており、いくつかの制限がある。たとえば、企業取引には複数の意思決定者が関与することが多く、それぞれにプレゼンテーション資料を用意する必要がある。 ABM戦略によって提供される連絡先は、商談になるにはまだ早いものも多い。  ABM戦略の実装はオフライン販売でのリード生成を行い、ABS戦略はリードの商談への昇格を行う。 
ABS戦略は、商品やサービスの販売に関与するすべての部門、主に営業とマーケティング部門、ならびに企業のマネジメントと経営陣のチームワークにより実現する。従来のシナリオやテンプレート作業の代わりに、ABSを実施する部門は、複数の利害関係者とのパーソナライズされた対話に焦点を合わせて、ターゲットオーディエンスの特定のマイクロセグメントに活動をあわせる。これは定量的なアプローチではなく、ターゲットオーディエンスの各マイクロセグメントを市場と見なす定性的なアプローチである。 
ABSは、ABMによって識別されたマイクロセグメントを考慮に入れ、売上をあげるための商談に進化させる。この戦略では、意思決定者の関心と課題を考慮に入れた個別のアプローチが開発される。
ABSは、マーケティング部門と営業部門の間のギャップを埋めるためのツールと見なされている。 ABS戦略をうまく活用することで当初の売上を超えることができるため、企業の拡大や販売量の増加につながる。

## 開発者とソフトウェア
グローバル市場で説明した戦略の中で作業するためのソフトウェアと選択されたツールは、多くのIT企業によって提供されています。
- Televerde (アメリカ) - プロジェクト社員の負担でB2B企業のリードジェネレーションを支援します[11]。
- Selvery (ロシア) - ターゲットを絞ったオフライン販売のためのSaaSアクセラレーターで、セグメンテーション機能、ターゲットを絞ったプレゼンテーションの自動生成、統計情報の収集などの機能を備えています[12]。
- Sendoso (米国) - パーソナライズされた顧客体験のためのSaaSプラットフォーム。
- Alyce (米国) - リードをフォローアップするための個別のプレゼンテーションの準備。
- InsightSquared (米国) - 急成長中のSaaS企業向けに設計された収益指標に関するすぐに使えるレポートを提供する販売実績分析ソリューション[13]。